# Малая Сумульта
Малая Сумульта (в верховье Тюрдем) — река в России, протекает по Онгудайскому району Республики Алтай.

## Описание
Исток река берет на западном склоне хребта Иолго. Направление течения южное. Устье реки находится на 22 км по правому берегу реки Большая Сумульта. Длина реки составляет 56 км, площадь водосборного бассейна — 728 км². Высота устья — 809 м над уровнем моря.
В устье Малой Сумульты проходит граница Государственного природного биологического заказника регионального значения «Сумультинский».

## Бассейн
- Балхашту (пр)[4]
- Малая Тугора (пр)[4]
- Чаптаяш (лв)[4]
- 13 км: Евелю (пр)[4]
- 15 км: Алес (пр)[4]
  - Карагузень (лв)
  - Каянча (лв)[7]
  - Малый Алес (лв)
- Курдкуль (лв)[4]
- Бестиен (лв)[4]
- Каиндукуль (пр)[4]
- Нижний Куртучак (лв)[3]
- Нижний Как (пр)[3]
- Верхний Как (пр)[3]
- 26 км: Верхний Куртучак (лв)[3]
- Яман-Корумдой (пр)[3]
- Корумдой (пр)[3]
- Сергезю (лв)[3]
- 33 км: Тогускол (пр)[3]
- Кылканоюк (лв)[3]
- Тыттуоюк (лв)[3]
- Малый Байоюк (пр)[3]
- Байоюк (пр)[3]
- 46 км: Сайгонош (пр)[3]
  - Карасу (лв)[3]
- Южеме (пр)[3]
- Бостал (пр)[3]

## Данные водного реестра
По данным государственного водного реестра России относится к Верхнеобскому бассейновому округу, водохозяйственный участок реки — Катунь, речной подбассейн реки — Бия и Катунь. Речной бассейн реки — (Верхняя) Обь до впадения Иртыша.